# Mycobacterium vaccae
Mycobacterium vaccae es una especie no patogénica de la familia de las bacterias Mycobacteriaceae que viven naturalmente en el suelo. Su nombre proviene del latín vacca (vaca), ya que ha sido cultivada por primera vez en estiércol de vaca, en Austria. Las áreas de investigación que están siendo desarrolladas en una vacuna incluyen inmunoterapia para enfermos de  asma, cáncer, depresión, lepra, psoriasis, dermatitis simple, eccema y tuberculosis.

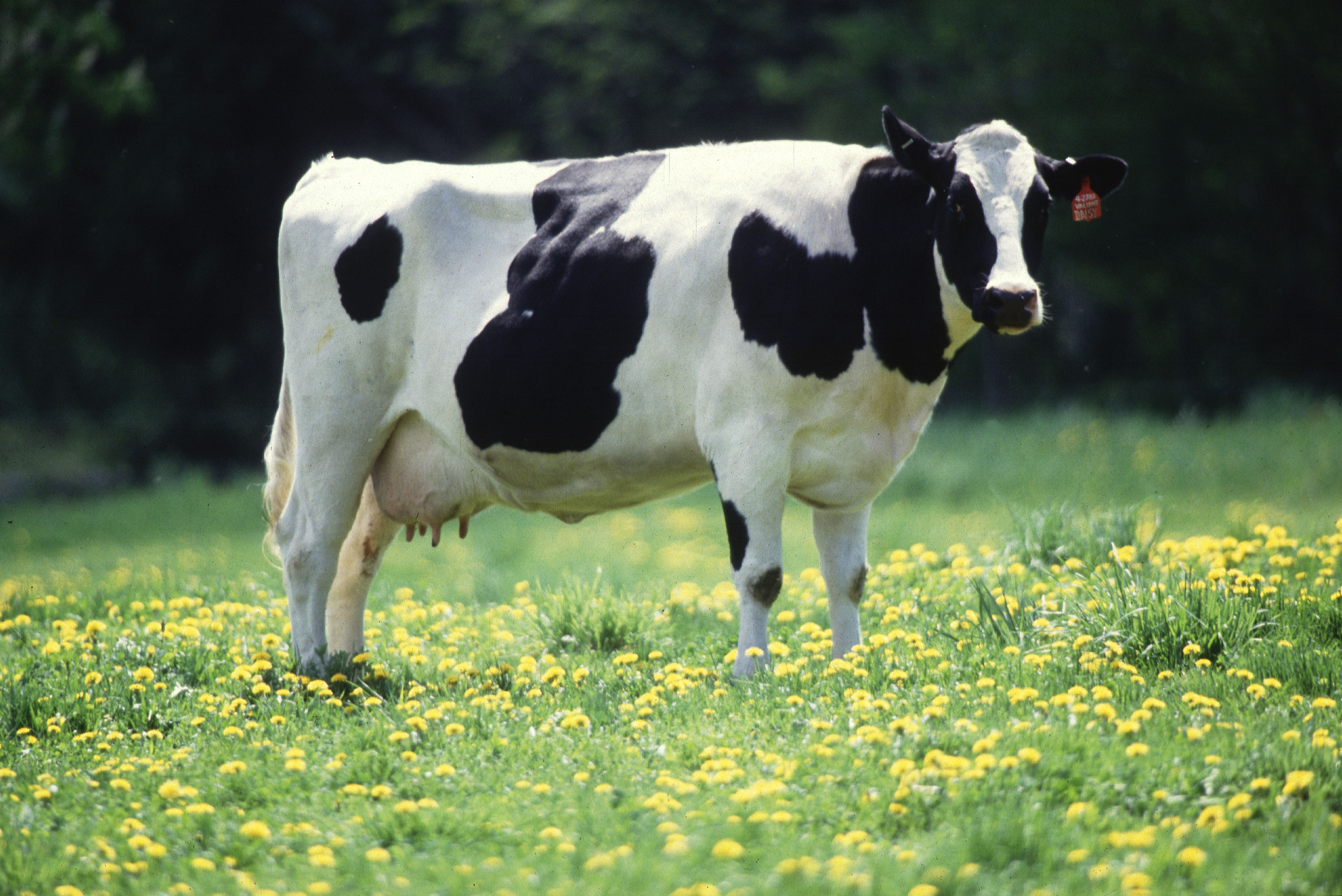
La primera cepa descrita de M. vaccae fue aislada de estiércol de vaca.

Hay científicos que creen que la exposición al  Mycobacterium vaccae puede trabajar como antidepresivo, ya que estimula la generación de serotonina y norepinefrina en el cerebro. Más específicamente, induce la neurogénesis adulta que dichos componentes producen.
M. vaccae pertenece al mismo género que Mycobacterium tuberculosis, la bacteria que causa tuberculosis. Las primeras pruebas indican que la exposición a M. vaccae aliviarían los síntomas de tuberculosis. Sin embargo, una revisión de 2002 no encontró beneficios a partir de inmunoterapia con M. vaccae en las personas con tuberculosis. Los resultados parecen ser diferentes debido a las dos formas diferentes de la bacteria («suave» y «áspera»), además de la respuesta individual a la vacunación.
Una investigación, publicada el 24 de mayo de 2010, ha demostrado que cuando Mycobacterium vaccae se inyectó en ratones, estimuló un crecimiento de las neuronas. También aumentó los niveles de serotonina y la disminución de los niveles de ansiedad. 

«Encontramos que los ratones que fueron alimentados con M. vaccae viva navegaron por el laberinto dos veces más rápido y con menos comportamientos de ansiedad demostraron que los ratones de control»
Dorothy Matthews de The Sage Colleges en Troy, Nueva York.

Hay dos variantes principales de Mycobacterium vaccae, según su aparición, en una placa de cultivo. Una de ellas es lisa y la otra es áspera. La respuesta inmunológica en los mamíferos a la bacteria varía mucho de acuerdo con la variante utilizada. En un estudio, Mycobacterium vaccae que fue cultivado en triptona de soja agar (trypticase soy agar), recolectaron que murió por calor a los 121 °C durante 15 minutos.